# Тамбов (городской округ)
Город Тамбо́в — муниципальное образование со статусом городского округа в центре Тамбовской области России.
Административный центр — город Тамбов.
Городской округ соответствует административно-территориальной единице — город областного значения  с подчинённой ему территорией.

## История
Городской округ город Тамбов был создан в границах населённого пункта Законом Тамбовской области от 17 сентября 2004 года.
Законом от 20 сентября 2021 года в состав городского округа была включена часть земель Донского сельсовета Тамбовского района, в том числе посёлок Первомайский.
Законом от 23 декабря 2022 года в состав городского округа к 1 января 2023 года была включена территория упразднённых Бокинского, Покрово-Пригородного и Цнинского сельсовета Тамбовского района с их населёнными пунктами.

## Население
| 2009     | 2010     | 2012     | 2013     | 2014     | 2015     | 2016     | 2017     | 2018     |
| -------- | -------- | -------- | -------- | -------- | -------- | -------- | -------- | -------- |
| 278 584  | ↗280 161 | ↗280 856 | ↗281 834 | ↗284 972 | ↗288 895 | ↘288 414 | ↗290 365 | ↗293 661 |
| 2019     | 2020     | 2021     | 2025     |          |          |          |          |          |
| ↘291 663 | ↗292 140 | ↘261 803 | ↗287 226 |          |          |          |          |          |

### Национальный состав
По итогам переписи населения 2020 года проживали следующие национальности (национальности менее 0,1 % и другое, см. в сноске к строке «Другие»):
| Национальность | Численность, чел. | Доля     |
| -------------- | ----------------- | -------- |
| Русские        | 196 317           | 74,99 %  |
| Украинцы       | 789               | 0,30 %   |
| Армяне         | 622               | 0,24 %   |
| Таджики        | 574               | 0,22 %   |
| Арабы          | 395               | 0,15 %   |
| Узбеки         | 392               | 0,15 %   |
| Азербайджанцы  | 369               | 0,14 %   |
| Татары         | 310               | 0,12 %   |
| Другие         | 62 035            | 23,69 %  |
| Итого          | 261 803           | 100,00 % |

## Населённые пункты
В городской округ с 1 января 2023 года входят город и 7 сельских населённых пунктов:
| № | Населённый пункт    | Тип     | Население | Бывший сельсовет              |
| - | ------------------- | ------- | --------- | ----------------------------- |
| 1 | Тамбов              | город   | ↘254 940  |                               |
| 2 | Бокино              | село    | ↗6790     | Бокинский сельсовет           |
| 3 | Лужки               | деревня | ↘264      | Бокинский сельсовет           |
| 4 | Первомайский        | посёлок | ↗74       | Донской сельсовет             |
| 5 | Перикса             | деревня | ↘760      | Покрово-Пригородный сельсовет |
| 6 | Покрово-Пригородное | село    | ↘4806     | Покрово-Пригородный сельсовет |
| 7 | Строитель           | посёлок | ↗19 647   | Цнинский сельсовет            |
| 8 | Тригуляй            | посёлок | ↘437      | Бокинский сельсовет           |